# 1531 км (платформа)
1531 км —  залізничний колійний пост Кримської дирекції Придніпровської залізниці на електрифікованій лінії Джанкой — Севастополь між зупинним пунктом Платформа 1529 км (2 км) та станцією Інкерман I (1 км). Розташований  на півдні міста Інкерман Бахчисарайського району Автономної Республіки Крим, на лівому березі Чорної річки.

## Пасажирське сполучення
На Платформі 1531 км зупиняються приміські електропоїзди сполученням Сімферополь — Севастополь.